# Schistura harnaiensis
Schistura harnaiensis és una espècie de peix de la família dels balitòrids i de l'ordre dels cipriniformes que es troba al Pakistan.